# Sophie in 't Veld
Sophia Helena in 't Veld, dite Sophie in 't Veld, née le 13 septembre 1963 à Vollenhove (commune de Steenwijkerland dans la province d'Overijssel), est une femme politique néerlandaise. Membre du mouvement paneuropéen Volt Europa depuis juin 2023, elle est élue députée européenne en 2004 et réélue en 2009, 2014 et 2019 en tant que membre du parti Démocrates 66 (D66).

## Biographie

### Études et parcours professionnel
Entre 1982 et 1991, Sophie in 't Veld étudie l'histoire à l'université de Leyde. Après l'obtention de sa maîtrise en études médiévales, elle devient traductrice à son compte puis au sein du département des affaires économiques de la ville néerlandaise de Gouda en qualité de stagiaire. En plus du néerlandais, elle maîtrise l'anglais, le français, le grec, l'allemand et l'italien.

### Carrière politique
Élue lors des élections européennes de 2004 au Parlement européen sous la bannière du parti centriste Démocrates 66, elle est réélue à trois reprises.
Elle est notamment connue pour ses prises de position contre la surveillance électronique de masse, et a engagé en ce sens en 2016 un recours devant le Conseil d'État français pour que le ministre de l'Intérieur Bernard Cazeneuve change sa politique de renseignement. Elle permet également de nouvelles négociations en ce sens avec les États-Unis quant au système d'information Schengen (SIS) et les données bancaires y étant incluses. Elle avait déposé en 2008 une plainte contre le département de la Sécurité intérieure des États-Unis, estimant que le droit de la vie privée n'était plus respecté avec des données européennes.
Après le référendum sur l'appartenance du Royaume-Uni à l'Union européenne, elle devient une figure défendant le droit des ressortissants de l'Union européenne établis au Royaume-Uni, que le gouvernement de Theresa May envisage d'expulser au vu des négociations de sortie.
Elle annonce en octobre 2021 briguer la succession de Dacian Cioloș à la tête du groupe Renew Europe au Parlement européen, mais se range finalement derrière la candidature de Stéphane Séjourné.
En juin 2023, elle fait part de sa décision de quitter D66 et de rejoindre les rangs de Volt Europa à la suite de désaccords sur les politiques du parti néerlandais, et un alignement plus proche avec les valeurs pro-européennes de Volt Europa. Elle est désignée tête de liste européenne du parti pour les élections européennes de 2019 en binôme avec l'eurodéputé allemand Damian Boeselager.